# Copa Asiática de Futsal 2022
La Copa Asiática de Fútbol Sala de la AFC 2022 (en árabe: 2022 كأس آسيا لكرة الصالات‎) fue la 16.ª edición de la Copa Asiática de Futsal de la AFC (anteriormente Campeonato Asiático de Futsal de la AFC antes del cambio de nombre a partir de 2021). Un total de 16 equipos compitieron en el torneo y Kuwait fue la nueva sede del torneo (anteriormente fue Turkmenistán).

## Antecedentes
Kuwait fue designado originalmente como anfitrión del Campeonato de Fútbol Sala de la AFC 2020 después de reemplazar al anfitrión original Turkmenistán. Sin embargo la AFC anunció la cancelación del torneo el 25 de enero de 2021 debido a la pandemia de COVID-19 , dejando los derechos de regreso de hospedaje para esta edición con Kuwait. El torneo estaba originalmente programado para jugarse en Kuwait del 16 al 27 de febrero de 2022. Sin embargo, el 5 de julio de 2021, la AFC anunció que el torneo se celebraría en Kuwait entre el 25 de septiembre y el 20 de octubre de 2022.
Irán es el campeón defensor, habiendo ganado el título en 2018.

## Clasificación
La clasificación estaba programada originalmente para jugarse del 13 al 24 de octubre de 2021. Sin embargo, el 5 de julio de 2021, la AFC anunció que la clasificación se llevaría a cabo del 1 al 15 de abril de 2022.
| Participantes      | Participantes | Participantes  | Participantes |
| ------------------ | ------------- | -------------- | ------------- |
| Kuwait (anfitrión) | Baréin        | China Taipéi   | Indonesia     |
| Irak               | Irán          | Japón          | Corea del Sur |
| Líbano             | Omán          | Arabia Saudita | Tayikistán    |
| Tailandia          | Turkmenistán  | Uzbekistán     | Vietnam       |

## Sede
| Kuwait City           | Kuwait City |
| Saad Al Abdullah Hall | Kuwait City |
| Capacidad: 6,000      | Kuwait City |
|                       | Kuwait City |

## Fase de grupos

### Grupo A
| Pos. | Equipo     | Pts. | PJ | G | E | P | GF | GC | Dif. | Clasificación |
| ---- | ---------- | ---- | -- | - | - | - | -- | -- | ---- | ------------- |
| 1    | Tailandia  | 7    | 3  | 2 | 1 | 0 | 11 | 5  | +6   | Fase final    |
| 2    | Kuwait (H) | 5    | 3  | 1 | 2 | 0 | 11 | 6  | +5   | Fase final    |
| 3    | Irak       | 4    | 3  | 1 | 1 | 1 | 9  | 5  | +4   |               |
| 4    | Omán       | 0    | 3  | 0 | 0 | 3 | 3  | 18 | −15  |               |

 Fuente: AFC
Criterios de clasificación: 
| 27 de septiembre de 2022 | Irak                   | 2–3     | Tailandia                                 | Saad Al Abdullah Hall, Kuwait City |                                |
|                          | - Zeyad 8' - Ihsan 14' | Reporte | - Worasak 17' - Sarawut 25' - Jetsada 36' | Árbitro(s): Hiroyuki Kobayashi     | Árbitro(s): Hiroyuki Kobayashi |

| 27 de septiembre de 2022 | Kuwait                                                                                 | 7–2     | Omán                                 | Saad Al Abdullah Hall, Kuwait City |                                    |
|                          | - Al-Tawail 6' 23' - Al-Abbasi 8' 30' - Al-Basam 23' - Al-Khalifah 30' - Al-Fadhel 33' | Reporte | - S. Al-Balushi 31' - Al-Maawali 38' | Árbitro(s): Ebrahim Mehrabi Afshar | Árbitro(s): Ebrahim Mehrabi Afshar |

| 29 de septiembre de 2022 | Omán | 0–5     | Irak                                            | Saad Al Abdullah Hall, Kuwait City |                           |
|                          |      | Reporte | - Abdulhadi 4' - Faisal 4' 32' 35' - Riyadh 14' | Árbitro(s): Mohamad Chami          | Árbitro(s): Mohamad Chami |

| 29 de septiembre de 2022 | Tailandia               | 2–2     | Kuwait                         | Saad Al Abdullah Hall, Kuwait City |                                  |
|                          | - Sarawut 6' - Krit 35' | Reporte | - Al-Fadhel 18' - Al-Basam 27' | Árbitro(s): Husain Ali Al-Bahhar   | Árbitro(s): Husain Ali Al-Bahhar |

| 1 de octubre de 2022 | Tailandia                                                                | 6–1     | Omán     | Saad Al Abdullah Hall, Kuwait City |                                    |
|                      | - Warut 4' - Jetsada 16' - Worasak 18' - Sarawut 19' - Narongsak 32' 37' | Reporte | Taqi 34' | Árbitro(s): Ebrahim Mehrabi Afshar | Árbitro(s): Ebrahim Mehrabi Afshar |

| 1 de octubre de 2022 | Kuwait                         | 2–2     | Irak           | Saad Al Abdullah Hall, Kuwait City |                            |
|                      | - Al-Wadi 2' - Al-Mosabehi 21' | Reporte | Faisal 13' 18' | Árbitro(s): Ryan Shepheard         | Árbitro(s): Ryan Shepheard |

### Grupo B
| Pos. | Equipo       | Pts. | PJ | G | E | P | GF | GC | Dif. | Clasificación |
| ---- | ------------ | ---- | -- | - | - | - | -- | -- | ---- | ------------- |
| 1    | Uzbekistán   | 9    | 3  | 3 | 0 | 0 | 17 | 3  | +14  | Fase final    |
| 2    | Tayikistán   | 6    | 3  | 2 | 0 | 1 | 14 | 11 | +3   | Fase final    |
| 3    | Baréin       | 1    | 3  | 0 | 1 | 2 | 8  | 14 | −6   |               |
| 4    | Turkmenistán | 1    | 3  | 0 | 1 | 2 | 9  | 20 | −11  |               |

 Fuente: AFC
Criterios de clasificación: 
| 27 de septiembre de 2022 | Uzbekistán                                                                                         | 8–0     | Turkmenistán | Saad Al Abdullah Hall, Kuwait City |                             |
|                          | - Choriev 6' - Adilov 13' 22' - Ropiev 15' 33' - D. Rakhmatov 30' - Fakhriddinov 34' - Usmonov 40' | Reporte |              | Árbitro(s): Fahad Al-Hosani        | Árbitro(s): Fahad Al-Hosani |

| 27 de septiembre de 2022 | Baréin                               | 3–4     | Tayikistán                                          | Saad Al Abdullah Hall, Kuwait City |                       |
|                          | - Mayhad 12' - Antar 34' - Saleh 39' | Reporte | - Kuziev 8' - Soliev 23' - Sardorov 24' - Yorov 39' | Árbitro(s): Lee Po-fu              | Árbitro(s): Lee Po-fu |

| 29 de septiembre de 2022 | Turkmenistán                   | 4–4     | Baréin                                                         | Saad Al Abdullah Hall, Kuwait City |                                |
|                          | Sähedow 13' 14' 19' 26' (pen.) | Reporte | - Antar 10' - M. Abdulla 13' - Abbas 26' (pen.) - Al-Sandi 40' | Árbitro(s): Hawkar Salar Ahmed     | Árbitro(s): Hawkar Salar Ahmed |

| 29 de septiembre de 2022 | Tayikistán      | 2–3     | Uzbekistán                                     | Saad Al Abdullah Hall, Kuwait City |                                    |
|                          | Sardorov 4' 38' | Reporte | - Tulkinov 3' - Nishonov 7' - A. Rakhmatov 19' | Árbitro(s): Gelareh Nazemi Deylami | Árbitro(s): Gelareh Nazemi Deylami |

| 1 de octubre de 2022 | Tayikistán                                                                           | 8–5     | Turkmenistán                                          | Saad Al Abdullah Hall, Kuwait City |                           |
|                      | - Yorov 8' 9' 22' 38' - Sharipov 11' - Baýramdurdyýew 19' (a.g.) - Sardorov 37', 40' | Reporte | - Soltanow 3' - Sähedow 20' 40' - Annagulyýew 35' 37' | Árbitro(s): Mohamad Chami          | Árbitro(s): Mohamad Chami |

| 1 de octubre de 2022 | Uzbekistán                                                                     | 6–1     | Baréin     | Saad Al Abdullah Hall, Kuwait City |                                |
|                      | - Tulkinov 6' - Usmonov 20' 30' - Adilov 22' - Fakhriddinov 26' - Nishonov 27' | Reporte | Mayhad 35' | Árbitro(s): Eisa Abdulhoussain     | Árbitro(s): Eisa Abdulhoussain |

### Grupo C
| Pos. | Equipo       | Pts. | PJ | G | E | P | GF | GC | Dif. | Clasificación |
| ---- | ------------ | ---- | -- | - | - | - | -- | -- | ---- | ------------- |
| 1    | Irán         | 9    | 3  | 3 | 0 | 0 | 24 | 1  | +23  | Fase final    |
| 2    | Indonesia    | 6    | 3  | 2 | 0 | 1 | 11 | 8  | +3   | Fase final    |
| 3    | China Taipéi | 1    | 3  | 0 | 1 | 2 | 3  | 15 | −12  |               |
| 4    | Líbano       | 1    | 3  | 0 | 1 | 2 | 3  | 17 | −14  |               |

 Fuente: AFC
Criterios de clasificación: 
| 28 de septiembre de 2022 | Irán                                                             | 5–0     | Indonesia | Saad Al Abdullah Hall, Kuwait City |                            |
|                          | - Ahmadabbasi 2' 22' - Oladghobad 2' - Asadshir 9' - Tayyebi 24' | Reporte |           | Árbitro(s): Ryan Shepheard         | Árbitro(s): Ryan Shepheard |

| 28 de septiembre de 2022 | Líbano      | 1–1     | China Taipéi      | Saad Al Abdullah Hall, Kuwait City |                         |
|                          | Hammoud 18' | Reporte | Huang Wei-lun 13' | Árbitro(s): Andrew Best            | Árbitro(s): Andrew Best |

| 30 de septiembre de 2022 | Indonesia                                                                               | 7–2     | Líbano                        | Saad Al Abdullah Hall, Kuwait City |                              |
|                          | - Pangestu 3' - Fajriyan 7' - Firman 19' - Iqbal 21' - Dewa 27' - Reza 37' - Syauqi 40' | Reporte | - Zeitoun 25' - Koukezian 37' | Árbitro(s): Trương Quốc Dũng       | Árbitro(s): Trương Quốc Dũng |

| 30 de septiembre de 2022 | China Taipéi     | 1–10    | Irán                                                                                              | Saad Al Abdullah Hall, Kuwait City |                          |
|                          | He Chia-chen 31' | Reporte | - Bazyar 2' - Tayyebi 3' 16' 36' - Ahmadabbasi 4' 16' 18' - Aghapour 22' - Javan 28' - Karimi 35' | Árbitro(s): Helday Idang           | Árbitro(s): Helday Idang |

| 2 de octubre de 2022 | China Taipéi      | 1–4     | Indonesia                       | Saad Al Abdullah Hall, Kuwait City |                                  |
|                      | Lin Chih-hung 30' | Reporte | - Fajriyan 10' 12' - Syauqi 29' | Árbitro(s): Husain Ali Al-Bahhar   | Árbitro(s): Husain Ali Al-Bahhar |

| 2 de octubre de 2022 | Irán | 9–0     | Líbano | Saad Al Abdullah Hall, Kuwait City |                                   |
|                      | - Aghapour 8' 32' - Tayyebi 17' 39' - Rhyem 17' (a.g.) - Oladghobad 19' - Jafari 21' - Karimi 28' - Bazyar 27' | Reporte |        | Árbitro(s): Abdulrahman Al-Doseri  | Árbitro(s): Abdulrahman Al-Doseri |

### Grupo D
| Pos. | Equipo         | Pts. | PJ | G | E | P | GF | GC | Dif. | Clasificación |
| ---- | -------------- | ---- | -- | - | - | - | -- | -- | ---- | ------------- |
| 1    | Japón          | 6    | 3  | 2 | 0 | 1 | 9  | 2  | +7   | Fase final    |
| 2    | Vietnam        | 6    | 3  | 2 | 0 | 1 | 8  | 4  | +4   | Fase final    |
| 3    | Arabia Saudita | 6    | 3  | 2 | 0 | 1 | 7  | 4  | +3   |               |
| 4    | Corea del Sur  | 0    | 3  | 0 | 0 | 3 | 1  | 15 | −14  |               |

 Fuente: AFC
Criterios de clasificación: 
Notas:
1. 1 2 3  Empate en puntos (3). Gol diferencia: Japan +1, Vietnam 0, Saudi Arabia −1.

| 28 de septiembre de 2022 | Japón       | 1–2     | Arabia Saudita              | Saad Al Abdullah Hall, Kuwait City |                              |
|                          | Crepaldi 3' | Reporte | - Al-Harthi 11' - Fqihe 15' | Árbitro(s): Anatoliy Rubakov       | Árbitro(s): Anatoliy Rubakov |

| 28 de septiembre de 2022 | Vietnam                                                                   | 5–1     | Corea del Sur     | Saad Al Abdullah Hall, Kuwait City |                                   |
|                          | - Shin Jong-hoon 2' (a.g.) - Trần Thái Huy 15' 34' - Phạm Đức Hòa 17' 35' | Reporte | Shin Jong-hoon 1' | Árbitro(s): Benjapol Mucharoensap  | Árbitro(s): Benjapol Mucharoensap |

| 30 de septiembre de 2022 | Corea del Sur | 0–6     | Japón                                                                                             | Saad Al Abdullah Hall, Kuwait City |                        |
|                          |               | Reporte | - Seo Jung-woo 5' (a.g.) - Oliveira 6' - Mizutani 17' - Ishida 27' - Kanazawa 28' - Yoshikawa 39' | Árbitro(s): Zari Fathi             | Árbitro(s): Zari Fathi |

| 30 de septiembre de 2022 | Arabia Saudita            | 1–3     | Vietnam                                                         | Saad Al Abdullah Hall, Kuwait City |                                 |
|                          | Châu Đoàn Phát 30' (a.g.) | Reporte | - Nguyễn Anh Duy 12' - Châu Đoàn Phát 29' - Nguyễn Minh Trí 40' | Árbitro(s): Osama Idrees Sedaif    | Árbitro(s): Osama Idrees Sedaif |

| 2 de octubre de 2022 | Corea del Sur | 0–4     | Arabia Saudita                 | Saad Al Abdullah Hall, Kuwait City |                             |
|                      |               | Reporte | - Ali 4' 23' - Rudayni 12' 39' | Árbitro(s): Leung Chung Yin        | Árbitro(s): Leung Chung Yin |

| 2 de octubre de 2022 | Japón          | 2–0     | Vietnam | Saad Al Abdullah Hall, Kuwait City |                                |
|                      | Shimizu 6' 36' | Reporte |         | Árbitro(s): Pornnarong Grairod     | Árbitro(s): Pornnarong Grairod |

## Fase final
|  | Cuartos de final | Cuartos de final |              |            | Semifinales  | Semifinales  |  |  | Final        | Final |
|  |                  |                  |              |            |              |              |  |  |              |       |
|  | 4 de octubre     |                  |              |            |              |              |  |  |              |       |
|  |                  |                  |              |            |              |              |  |  |              |       |
|  | Tailandia        | 3                |              |            |              |              |  |  |              |       |
|  | Tailandia        | 3                | 6 de octubre |            |              |              |  |  |              |       |
|  | Tayikistán       | 2                |              |            |              |              |  |  |              |       |
|  | Tayikistán       | 2                | Tailandia    | 0          |              |              |  |  |              |       |
|  | 4 de octubre     |                  | Tailandia    | 0          |              |              |  |  |              |       |
|  |                  | Irán             | 5            |            |              |              |  |  |              |       |
|  | Irán             | Irán             | 5            | 8          |              |              |  |  |              |       |
|  | Irán             |                  | 8 de octubre | 8          |              |              |  |  |              |       |
|  | Vietnam          | 1                |              |            |              |              |  |  |              |       |
|  | Vietnam          | 1                | Irán         | 2          |              |              |  |  |              |       |
|  | 4 de octubre     |                  | Irán         | 2          |              |              |  |  |              |       |
|  |                  | Japón            | 3            |            |              |              |  |  |              |       |
|  | Uzbekistán       | Japón            | 3            | 3          |              |              |  |  |              |       |
|  | Uzbekistán       | 6 de octubre     |              | 3          |              |              |  |  |              |       |
|  | Kuwait           | 0                |              |            |              |              |  |  |              |       |
|  | Kuwait           | 0                | Uzbekistán   | 1          | Tercer lugar | Tercer lugar |  |  |              |       |
|  | 4 de octubre     |                  | Uzbekistán   | 1          |              |              |  |  |              |       |
|  |                  | Japón            | 2            |            |              |              |  |  |              |       |
|  | Japón            | Japón            | 2            | 3          | Tailandia    | 2            |  |  |              |       |
|  | Japón            |                  |              | 3          | Tailandia    | 2            |  |  |              |       |
|  | Indonesia        | 2                |              | Uzbekistán | 8            |              |  |  |              |       |
|  | Indonesia        | 2                |              |            | 8            |              |  |  |              |       |
|  |                  |                  |              |            |              |              |  |  | 8 de octubre |       |
|  |                  |                  |              |            |              |              |  |  |              |       |

### Cuartos de final
| 4 de octubre de 2022 | Irán                                                                                                | 8–1     | Vietnam          | Saad Al Abdullah Hall, Kuwait City |                                |
|                      | - Aghapour 9' - Rafieipour 9' - Tayyebi 15' 32' 33' - Bazyar 24' - Oladghobad 27' - Ahmadabbasi 37' | Reporte | Phạm Đức Hòa 37' | Árbitro(s): Hiroyuki Kobayashi     | Árbitro(s): Hiroyuki Kobayashi |

| 4 de octubre de 2022 | Japón                                     | 3–2     | Indonesia            | Saad Al Abdullah Hall, Kuwait City |                              |
|                      | - Kanazawa 32' - Pires 38' - Mizutani 39' | Reporte | - Eko 21' - Dewa 40' | Árbitro(s): Trương Quốc Dũng       | Árbitro(s): Trương Quốc Dũng |

| 4 de octubre de 2022 | Tailandia                              | 3–2     | Tayikistán                  | Saad Al Abdullah Hall, Kuwait City |                            |
|                      | - Panat 2' - Jetsada 35' - Worasak 40' | Reporte | - Vositzoda 28' - Yorov 34' | Árbitro(s): Ryan Shepheard         | Árbitro(s): Ryan Shepheard |

| 4 de octubre de 2022 | Uzbekistán                                      | 3–0     | Kuwait | Saad Al Abdullah Hall, Kuwait City |                                    |
|                      | - A. Rakhmatov 14' - Choriev 21' - Nishonov 34' | Reporte |        | Árbitro(s): Ebrahim Mehrabi Afshar | Árbitro(s): Ebrahim Mehrabi Afshar |

### Semifinales
| 6 de octubre de 2022 | Uzbekistán   | 1–2     | Japón                         | Saad Al Abdullah Hall, Kuwait City |                                  |
|                      | Khamroev 17' | Reporte | - Oliveira 23' - Kanazawa 30' | Árbitro(s): Husain Ali Al-Bahhar   | Árbitro(s): Husain Ali Al-Bahhar |

| 6 de octubre de 2022 | Tailandia | 0–5     | Irán                                                    | Saad Al Abdullah Hall, Kuwait City |                             |
|                      |           | Reporte | - Tayyebi 1' - Derakhshani 22' 28' - Oladghobad 24' 27' | Árbitro(s): Fahad Al-Hosani        | Árbitro(s): Fahad Al-Hosani |

### Tercer lugar
| 8 de octubre de 2022 | Tailandia                  | 2–8     | Uzbekistán                                                                                                | Saad Al Abdullah Hall, Kuwait City |                                    |
|                      | - Wingwon 2' - Worasak 27' | Reporte | - Ropiev 2' 26' - Choriev 7' - Tulkinov 14' - Nishonov 16' - Juraev 22' - A. Rakhmatov 23' - Khamroev 31' | Árbitro(s): Ebrahim Mehrabi Afshar | Árbitro(s): Ebrahim Mehrabi Afshar |

### Final
| 8 de octubre de 2022 | Irán                          | 2–3     | Japón                                                 | Saad Al Abdullah Hall, Kuwait City |                            |
|                      | - Ahmadabbasi 15' - Javan 40' | Reporte | - Shimizu 16' - Oliveira 27' - Ahmadabbasi 40' (a.g.) | Árbitro(s): Ryan Shepheard         | Árbitro(s): Ryan Shepheard |

## Campeón
|                          |
| Bandera de Japón         |
| Campeón Japón 4.º título |

## Premios
Se otorgaron los siguientes premios luego de finalizado el torneo:
| Goleador        | Mejor guardameta   | Mejor jugador     | Premio Fair Play |
| --------------- | ------------------ | ----------------- | ---------------- |
| Hossein Tayyebi | Guilherme Kuromoto | Moslem Oladghobad | Uzbekistán       |

## Goleadores
10 goles
- Hossein Tayyebi

7 goles
- Saeid Ahmadabbasi

6 goles
- Idris Yorov
- Gurbangeldi Sähedow

5 goles
- Moslem Oladghobad
- Salim Faisal
- Fayzali Sardorov

4 goles
- Muhammad Fajriyan
- Salar Aghapour
- Worasak Srirangpirot
- Khusniddin Nishonov
- Ikhtiyor Ropiev

3 goles
- Mohammad Hossein Bazyar
- Sora Kanazawa
- Arthur Oliveira
- Kazuya Shimizu
- Jetsada Chudech
- Sarawut Phalaphruek
- Mashrab Adilov
- Davron Choriev
- Anaskhon Rakhmatov
- Elbek Tulkinov
- Akbar Usmonov
- Phạm Đức Hòa

2 goles
- Ahmed Antar
- Ammar Hasan Mayhad
- Dewa Rizki
- Syauqi Saud
- Mohammad Hossein Derakhshani
- Alireza Javan
- Mehdi Karimi
- Soma Mizutani
- Abdullatif Al-Abbasi
- Abdulaziz Al-Basam
- Saleh Al-Fadhel
- Abdulrahman Al-Tawail
- Farhan Ali
- Fahad Rudayni
- Narongsak Wingwon
- Mülkaman Annagulyýew
- Shakhram Fakhriddinov
- Ilkhomjon Khamroev
- Trần Thái Huy

1 gol
- Mohamed Abdulla
- Jassam Saleh
- Mohamed Al-Sandi
- Falah Abbas
- He Chia-chen
- Huang Wei-lun
- Lin Chih-hung
- Samuel Eko
- Firman Adriansyah
- Iqbal Rahmatullah
- Rio Pangestu
- Reza Gunawan
- Mehdi Asadshir
- Bahman Jafari
- Alireza Rafieipour
- Mohanad Abdulhadi
- Mustafa Ihsan
- Ghaith Riyadh
- Tareq Zeyad
- Vinícius Crepaldi
- Kentaro Ishida
- Higor Pires
- Tomoki Yoshikawa
- Yousef Al-Khalifah
- Abdulrahman Al-Mosabehi
- Abdulrahman Al-Wadi
- Mouhammad Hammoud
- Steve Koukezian
- Hasan Zeitoun
- Samer Al-Balushi
- Khalfan Al-Maawali
- Mohammed Taqi
- Mohsen Fqihe
- Nasser Al-Harthi
- Shin Jong-hoon
- Umed Kuziev
- Muhamadjon Sharipov
- Bakhtiyor Soliev
- Iqboli Vositzoda
- Krit Aransanyalak
- Panat Kittipanuwong
- Warut Wangsama-aeo
- Narongsak Wingwon
- Maksat Soltanow
- Sunatulla Juraev
- Dilshod Rakhmatov
- Châu Đoàn Phát
- Nguyễn Anh Duy
- Nguyễn Minh Trí

Autogoles
- Saeid Ahmadabbasi (ante Japón)
- Mustafa Rhyem (ante Irán)
- Seo Jung-woo (ante Japón)
- Shin Jong-hoon (ante Vietnam)
- Şiri Baýramdurdyýew (ante Tayikistán)
- Châu Đoàn Phát (ante Arabia Saudita)

## Posiciones finales
| Pos. | Equipo         | Pts. | PJ | G | E | P | GF | GC | Dif. | Final results                  |
| ---- | -------------- | ---- | -- | - | - | - | -- | -- | ---- | ------------------------------ |
| 1    | Japón          | 15   | 6  | 5 | 0 | 1 | 17 | 7  | +10  | Campeón                        |
| 2    | Irán           | 15   | 6  | 5 | 0 | 1 | 39 | 5  | +34  | Finalista                      |
| 3    | Uzbekistán     | 15   | 6  | 5 | 0 | 1 | 29 | 7  | +22  | Tercer Lugar                   |
| 4    | Tailandia      | 10   | 6  | 3 | 1 | 2 | 16 | 20 | −4   | Cuarto Lugar                   |
|      |                |      |    |   |   |   |    |    |      |                                |
| 5    | Tayikistán     | 6    | 4  | 2 | 0 | 2 | 16 | 14 | +2   | Eliminados en Cuartos de final |
| 6    | Indonesia      | 6    | 4  | 2 | 0 | 2 | 13 | 11 | +2   | Eliminados en Cuartos de final |
| 7    | Kuwait         | 5    | 4  | 1 | 2 | 1 | 11 | 9  | +2   | Eliminados en Cuartos de final |
| 8    | Vietnam        | 6    | 4  | 2 | 0 | 2 | 9  | 12 | −3   | Eliminados en Cuartos de final |
|      |                |      |    |   |   |   |    |    |      |                                |
| 9    | Arabia Saudita | 6    | 3  | 2 | 0 | 1 | 7  | 4  | +3   | Tercer lugar en Fase de grupos |
| 10   | Irak           | 4    | 3  | 1 | 1 | 1 | 9  | 5  | +4   | Tercer lugar en Fase de grupos |
| 11   | Baréin         | 1    | 3  | 0 | 1 | 2 | 8  | 14 | −6   | Tercer lugar en Fase de grupos |
| 12   | China Taipéi   | 1    | 3  | 0 | 1 | 2 | 3  | 15 | −12  | Tercer lugar en Fase de grupos |
|      |                |      |    |   |   |   |    |    |      |                                |
| 13   | Turkmenistán   | 1    | 3  | 0 | 1 | 2 | 9  | 20 | −11  | Cuarto lugar en Fase de grupos |
| 14   | Líbano         | 1    | 3  | 0 | 1 | 2 | 3  | 17 | −14  | Cuarto lugar en Fase de grupos |
| 15   | Corea del Sur  | 0    | 3  | 0 | 0 | 3 | 1  | 15 | −14  | Cuarto lugar en Fase de grupos |
| 16   | Omán           | 0    | 3  | 0 | 0 | 3 | 3  | 18 | −15  | Cuarto lugar en Fase de grupos |

 Fuente: AFC